# Kohei Uchida
Kohei Uchida (født 19. maj 1993) er en japansk fodboldspiller, som spiller for den japanske fodboldklub Tokushima Vortis.